# The Lasses

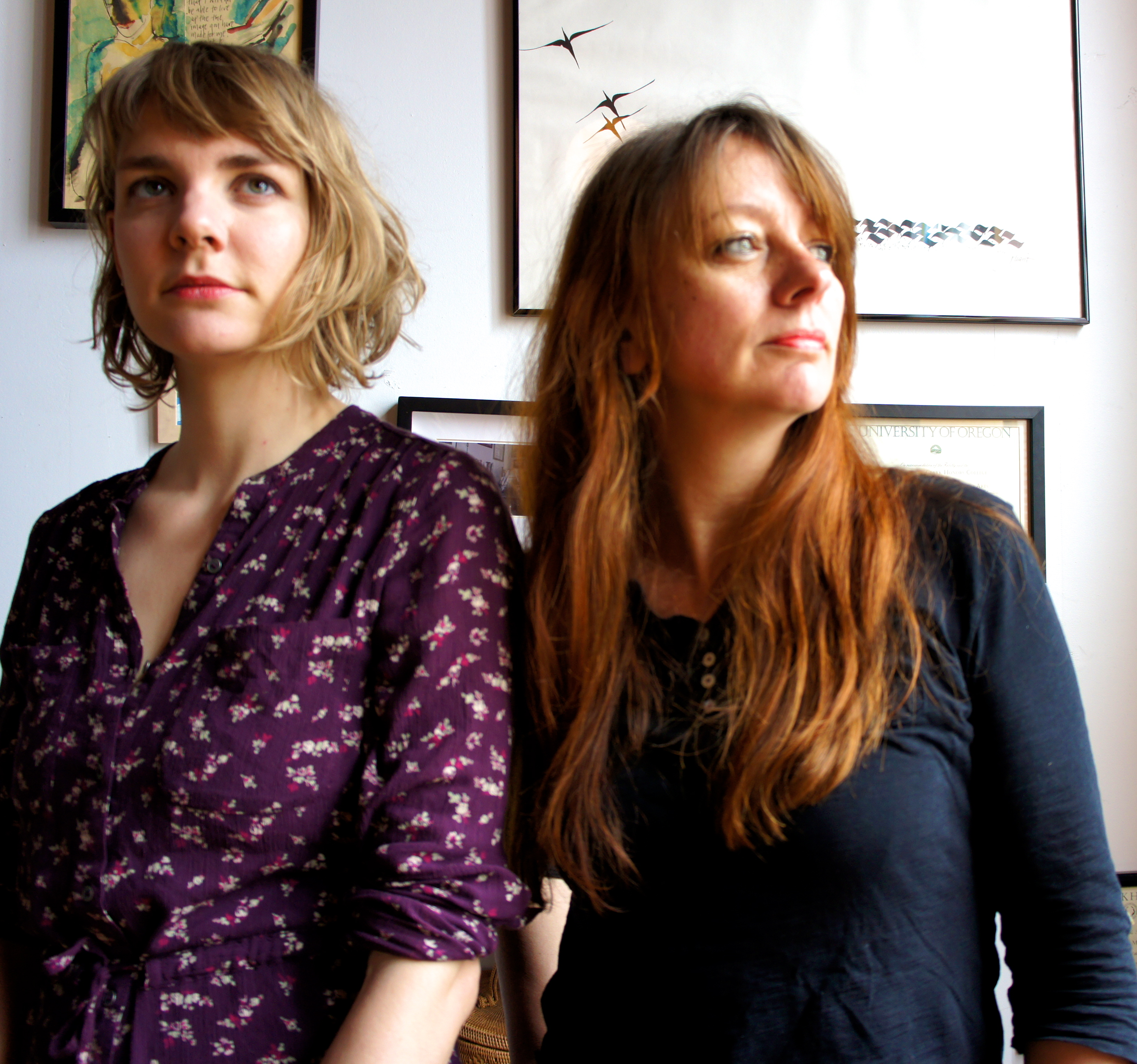
The Lasses: links Sophie, rechts Margot

The Lasses is een Nederlands duo uit Amsterdam bestaande uit Sophie Janna en Margot Merah. Hun muziek wordt meestal omschreven als folk of roots, met een duidelijke link naar de Ierse, Amerikaanse en Schotse folktradities.
The Lasses ontmoetten elkaar bij een sessie in Mulligans Irish Music Bar in Amsterdam in 2011. Hun debuutalbum verscheen een jaar later. In 2015 werkten ze samen met Alan McLachlan (The Scene), Mirte de Graaff en Stijn van Beek voor hun tweede album Daughters. Datzelfde jaar werden ze uitgenodigd door songwriter Luka Bloom om in Ierland te komen optreden. Ook tourden ze dat jaar voor het eerst langs de Amerikaanse westkust met Kathryn Claire, een Amerikaanse violiste, zangeres en songwriter uit Portland.
In 2017 verscheen een livealbum met Kathryn Claire, opgenomen bij een concert in de Parel van Zuilen in Utrecht. Twee jaar later verscheen het vierde album Undone, geproduceerd door Janos Koolen. Het album werd gepresenteerd in Paradiso-Noord in oktober 2019. Diezelfde maand traden The Lasses op bij televisieprogramma Vrije Geluiden. In december 2019 kwam het album op één in de EuroAmericana Chart, een hitlijst voor Americana-muziek samengesteld door Europese DJ's.

## Bandleden
- Margot Merah – stem, gitaar, bodhrán, tenor ukelele, shrutibox
- Sophie Janna – stem, gitaar, bodhrán, tenor ukelele, shrutibox

## Discografie
- Undone (2019)[5]
- Live at de Parel van Zuilen (2017)[6]
- Daughters (2015)[7]
- The Lasses (2012)